# Hiparc (cràter)
|  | No s'ha de confondre amb el cràter marcià Hipparchus (cràter marcià). |

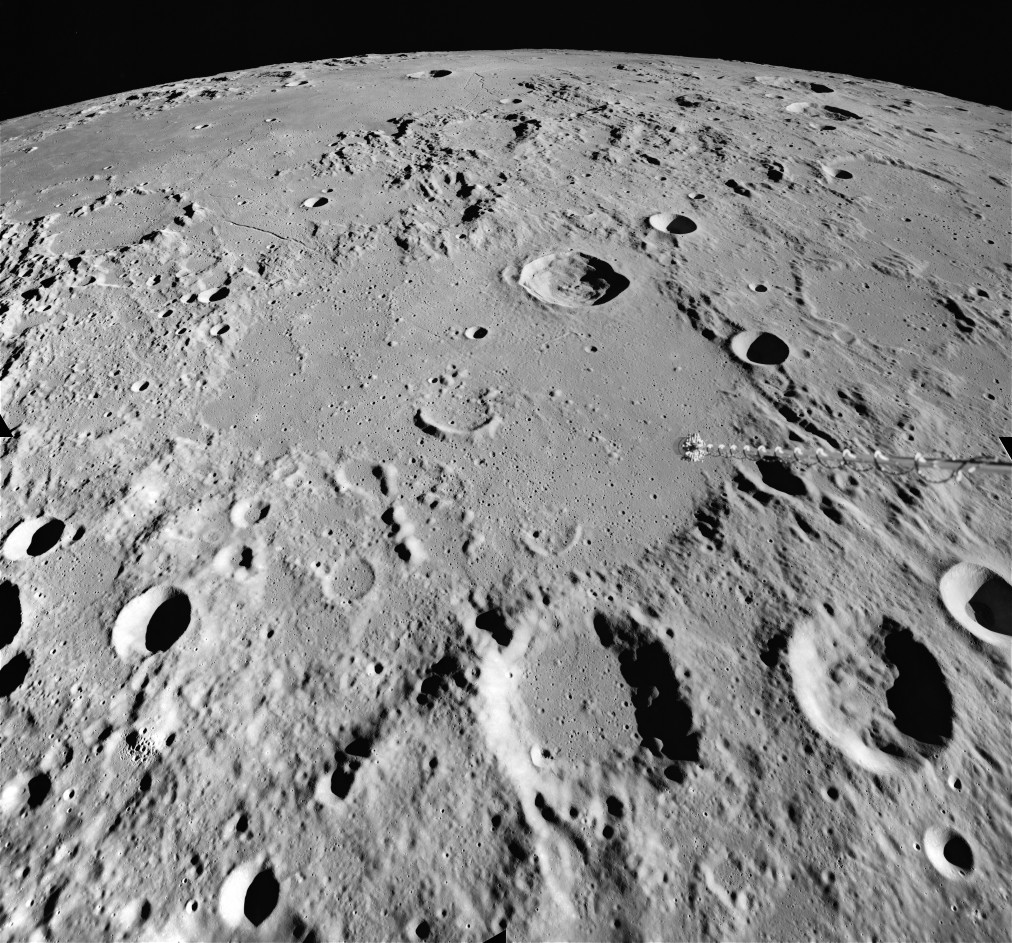
Fotografia de la missió Apol·lo 16. El cràter lunar Hiparc, al centre de la imatge.

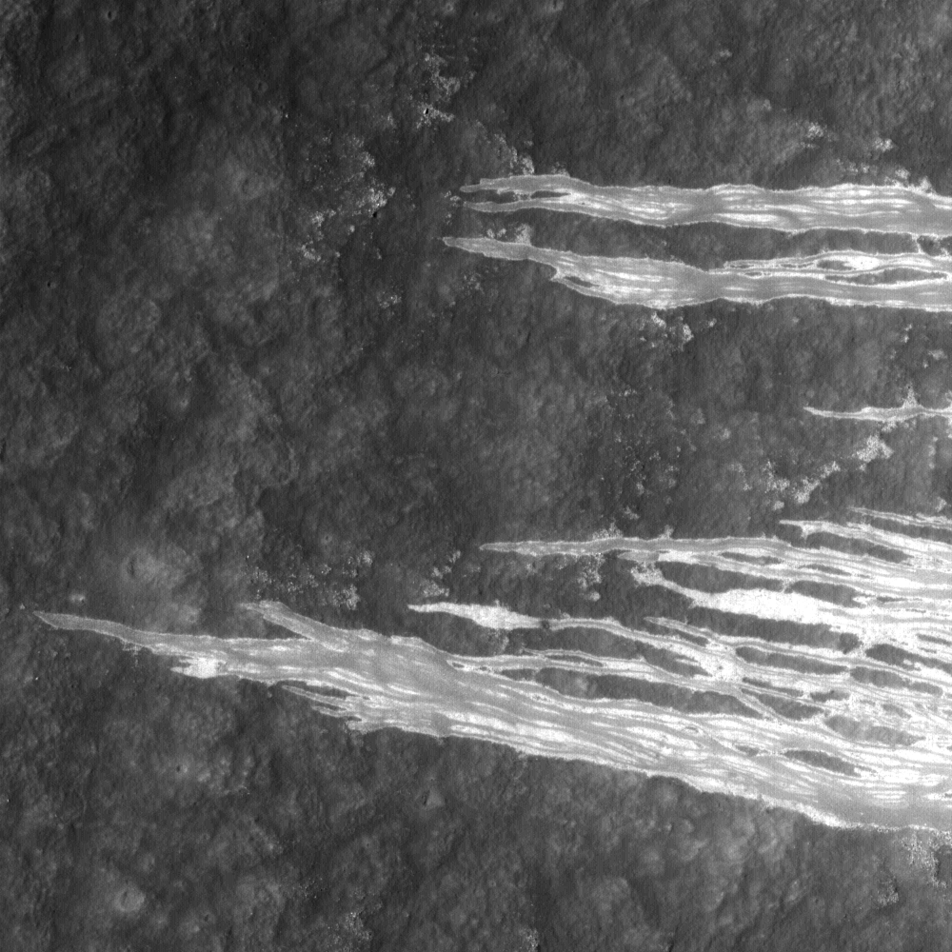
Fluxos granulars en la paret del cràter Hiparc G, petites allaus des de la vora cap avall de les parets (pendent descendent cap a l'esquerra). L'ample de la imatge (orientada al nord) és ~d'1 km. Fotografia de la missió LRO

Hiparc és el romanent degradat d'un cràter d'impacte lunar. Es troba al sud-est del Sinus Medii, prop del centre de la part visible de la Lluna. Al sud es troba el prominent cràter Albategnius, i al sud-oest apareix Ptolemeu, amb unes dimensions comparables a les d'Hiparc. El cràter Horrocks es troba totalment dins del bord nord-est del cràter. El cràter Halley està unit al bord sud, i Hind es troba al sud-est. Al nord-nord-est apareix el cràter amb forma de bol Pickering, mentre que el cràter inundat de lava Saunder es troba en el bord nord-est.
Les imatges en alta resolució de Hipparchus van ser obtingudes per la missió Lunar Orbiter 5 en 1967.
Es tracta d'un antic cràter que ha estat objecte de modificacions considerables a causa dels impactes posteriors. La vora occidental d'Hiparc ha sofert un considerable efecte d'erosió per successius impactes, i només es mantenen pujols baixos i lleugeres elevacions en la superfície per deliniar el seu contorn. La paret cap a l'est apareix una mica menys danyada, però també està molt desgastada. Un parell d'esquerdes profundes travessen la paret occidental, formant part d'un conjunt de cicatrius paral·leles que travessen les terres altes del centre-sud lunar.
El sòl del cràter ha estat parcialment reconstituït pel flux de lava basàltica. No obstant això, la part sud-oest del sòl apareix lleument aixecada i és molt més rugosa que la resta. Algunes petites elevacions i les parts de la vora situades per sobre del nivell del flux de lava són tot el que queda del massís central.
Les bretxes en el bord nord-oest d'Hiparc formen valls que connecten amb el mare situat al nord-oest. Una esquerda denominada Rima Réaumur discorre des d'aquest punt fins a la paret exterior del cràter Réaumur.

## Cràters satèl·lit
Per convenció aquests elements s'identifiquen en els mapes lunars col·locant la lletra en el costat del punt central del cràter que està més proper a Hiparc.
|            | \| Hipparchus \| Coordenades \| Diàmetre \| \| ---------- \| -------------------------------- \| -------- \| \| B \| 6° 54′ S, 1° 42′ E / 6.9°S,1.7°E \| 5 km \| \| C \| 7° 18′ S, 8° 12′ E / 7.3°S,8.2°E \| 17 km \| \| D \| 4° 30′ S, 2° 06′ E / 4.5°S,2.1°E \| 5 km \| \| E \| 4° 12′ S, 2° 18′ E / 4.2°S,2.3°E \| 5 km \| \| F \| 4° 12′ S, 2° 30′ E / 4.2°S,2.5°E \| 9 km \| \| G \| 5° 00′ S, 7° 24′ E / 5.0°S,7.4°E \| 15 km \| \| H \| 5° 24′ S, 2° 18′ E / 5.4°S,2.3°E \| 5 km \| \| J \| 7° 36′ S, 3° 12′ E / 7.6°S,3.2°E \| 14 km \| \| K \| 6° 54′ S, 2° 12′ E / 6.9°S,2.2°E \| 12 km \| \| L \| 6° 48′ S, 9° 00′ E / 6.8°S,9.0°E \| 13 km \| \| N \| 4° 48′ S, 5° 00′ E / 4.8°S,5.0°E \| 6 km \| \| P \| 4° 42′ S, 2° 48′ E / 4.7°S,2.8°E \| 5 km \| \| Q \| 8° 30′ S, 2° 54′ E / 8.5°S,2.9°E \| 8 km \| \| T \| 7° 06′ S, 3° 36′ E / 7.1°S,3.6°E \| 8 km \| \| O \| 6° 42′ S, 3° 36′ E / 6.7°S,3.6°E \| 8 km \| \| W \| 5° 00′ S, 7° 48′ E / 5.0°S,7.8°E \| 5 km \| \| X \| 5° 42′ S, 4° 54′ E / 5.7°S,4.9°E \| 17 km \| \| Z \| 8° 30′ S, 9° 06′ E / 8.5°S,9.1°E \| 6 km \| |          |
| Hipparchus | Coordenades | Diàmetre |
| B          | 6° 54′ S, 1° 42′ E / 6.9°S,1.7°E | 5 km     |
| C          | 7° 18′ S, 8° 12′ E / 7.3°S,8.2°E | 17 km    |
| D          | 4° 30′ S, 2° 06′ E / 4.5°S,2.1°E | 5 km     |
| E          | 4° 12′ S, 2° 18′ E / 4.2°S,2.3°E | 5 km     |
| F          | 4° 12′ S, 2° 30′ E / 4.2°S,2.5°E | 9 km     |
| G          | 5° 00′ S, 7° 24′ E / 5.0°S,7.4°E | 15 km    |
| H          | 5° 24′ S, 2° 18′ E / 5.4°S,2.3°E | 5 km     |
| J          | 7° 36′ S, 3° 12′ E / 7.6°S,3.2°E | 14 km    |
| K          | 6° 54′ S, 2° 12′ E / 6.9°S,2.2°E | 12 km    |
| L          | 6° 48′ S, 9° 00′ E / 6.8°S,9.0°E | 13 km    |
| N          | 4° 48′ S, 5° 00′ E / 4.8°S,5.0°E | 6 km     |
| P          | 4° 42′ S, 2° 48′ E / 4.7°S,2.8°E | 5 km     |
| Q          | 8° 30′ S, 2° 54′ E / 8.5°S,2.9°E | 8 km     |
| T          | 7° 06′ S, 3° 36′ E / 7.1°S,3.6°E | 8 km     |
| O          | 6° 42′ S, 3° 36′ E / 6.7°S,3.6°E | 8 km     |
| W          | 5° 00′ S, 7° 48′ E / 5.0°S,7.8°E | 5 km     |
| X          | 5° 42′ S, 4° 54′ E / 5.7°S,4.9°E | 17 km    |
| Z          | 8° 30′ S, 9° 06′ E / 8.5°S,9.1°E | 6 km     |

## Hiparc en la ficció
En la versió francesa del llibre Tintín Objectiu: la Lluna, la tripulació alluna en Hiparc.

### Altres referències
- (WGPSN), IAU Working Group for Planetary System Nomenclature. «Gazetteer of Planetary Nomenclature. 1:1 Million-Scale Maps of the Moon» (en anglès).  UAI / USGS, 13-02-2013. [Consulta: 6 abril 2016].
- Andersson, L. E.; Whitaker, E. A.,. NASA Catalogue of Lunar Nomenclature (en anglès).  NASA RP-1097, 1982.
- Blue, Jennifer. «Gazetteer of Planetary Nomenclature» (en anglès).  USGS, 25-07-2007. [Consulta: 2 gener 2012].
- Bussey, B.; Spudis, P.. The Clementine Atlas of the Moon (en anglès).  Nueva York: Cambridge University Press, 2004. ISBN 0-521-81528-2.
- Cocks, Elijah E.; Cocks, Josiah C.. Who's Who on the Moon: A Biographical Dictionary of Lunar Nomenclature (en anglès).  Tudor Publishers, 1995. ISBN 0-936389-27-3.
- McDowell, Jonathan. «Lunar Nomenclature» (en anglès).   Jonathan's Space Report, 15-07-2007. [Consulta: 2 gener 2012].
- Menzel, D. H.; Minnaert, M.; Levin, B.; Dollfus, A.; Bell, B. «Report on Lunar Nomenclature by The Working Group of Commission 17 of the IAU» (en anglès). Space Science Reviews, 12, 1971, pàg. 136.
- Moore, Patrick. On the Moon (en anglès).  Sterling Publishing Co, 2001. ISBN 0-304-35469-4.
- Price, Fred W. The Moon Observer's Handbook (en anglès).  Cambridge University Press, 1988. ISBN 0521335000.
- Rükl, Antonín. Atlas of the Moon (en anglès).  Kalmbach Books, 1990. ISBN 0-913135-17-8.
- Webb, Rev. T. W.. Celestial Objects for Common Telescopes, 6ª edición revisada (en anglès).  Dover, 1962. ISBN 0-486-20917-2.
- Whitaker, Ewen A. Mapping and Naming the Moon (en anglès).  Cambridge University Press, 2003. 978-0-521-54414-6.
- Wlasuk, Peter T. Observing the Moon (en anglès).  Springer, 2000. ISBN 1-85233-193-3.